# Creatinina
La creatinina és el compost orgànic final del catabolisme de la creatina que és una substància que nodreix els músculs. És un subproducte del metabolisme normal dels músculs que el cos sol produir en una taxa molt constant (depenent de la massa dels músculs), i normalment filtrada pels ronyons i excretada a l'orina.

## Mesura de la creatinina en medicina
La mesura de la creatinina és la forma més simple d'estudiar la funció dels ronyons, i una de les més utilitzades a la pràctica de la nefrologia i la medicina en general.
Donat que la creatinina s'excreta de forma pràcticament exclusiva per filtrat al glomèrul renal, es considera que el seu nivell a la sang és un bon marcador de l'estat d'aquest. Tanmateix, se n'excreta una petita part pel túbul renal i en determinades situacions es poden donar errors en l'estimació del filtrat glomerular.
La creatinina es mesura a una mostra de sang o una mostra d'orina.

### Creatinina sèrica
Un rang d'entre 0,8 i 1,4 mg/dl es considera normal. Tanmateix, com que la quantitat de creatinina depèn de la massa muscular, es poden produir errors en l'estimació del filtrat glomerular si no es té en compte aquest fet. Per exemple:
- Un pacient (A) amb molta massa muscular, per exemple un culturista, podria tenir una creatinina d'1,4 mg/dl i estar completament sa.
- Un altre pacient (B) amb molt poca massa muscular podria tenir una creatinina de 0,7 i estar també completament sa.

A l'exemple anterior, si els dos pacients presentessin una creatinina de 2,8, el pacient A tindria un filtrat glomerular del 50%, mentre que el B el tindria del 25%. Per tant, si no es té en compte la massa muscular, es pot pensar que tenen una funció renal similar quan en realitat és molt diferent.

## Mesura en la indústria alimentària
En tecnologia alimentària, la mesura es fa servir per determinar la riquesa en extret de carn d'un producte alimentari.